# 園田地区
園田地区（そのだちく）は、兵庫県尼崎市の地域区分で用いられる北東部の広域地区名。かつて旧川辺郡園田村の村域だった地域である。

## 概要
尼崎市の名神高速道路以北、西日本旅客鉄道（JR西日本）福知山線（JR宝塚線）以東の部分に東塚口町と南塚口町と戸ノ内町を加えたものにほぼ相当する。
旧園田村の時代、昭和戦前期に東部に園田競馬場や阪急神戸本線園田駅が設置されたため、昭和戦後期以降、園田駅周辺が漠然と「園田」と呼ばれることが多くなったが、実際には当地区の区域は阪急神戸本線塚口駅付近にまで及んでいる。
地区の中央を旧有馬街道が縦断しており、当地区を管轄していた尼崎市役所園田支所は旧街道沿いの食満（けま）一丁目にある。現在では園田駅付近や塚口駅付近が栄えているが、支所付近には園田公民館、園田小学校、園田中学校などの公共施設が多く残っており、かつて園田村の中心部だった名残をとどめている。

## 歴史
江戸時代には譜代大名の飛び地や旗本領、御三卿の領地だった。1889年（明治22年）の町村制成立とともに田能村（飛び地を除く）、法界寺村、穴太（あのお）村、富田村、椎堂村、上食満村、中食満村、下食満村、瓦宮村、小中島村、猪名寺村、南清水村、口田中村、若王寺（なこうじ）村、上坂部村、森村、御園村（及び善法寺村、岩屋村、口酒井村の飛び地）が合併して園田村となり、1947年（昭和22年）、尼崎市に編入された。

## 地理

### 河川
最東端には猪名川が流れ、中央やや東寄りをその分流である藻川が縦断する。

### 町名
| - 猪名寺 - 上坂部 - 瓦宮 - 口田中 - 食満 | - 小中島 - 椎堂 - 下食満 - 下坂部（4丁目の一部） - 田能 | - 戸ノ内町 - 中食満 - 若王寺 - 東園田町 | - 東塚口町 - 御園 - 南清水 - 南塚口町（1 -4丁目全部と5・6丁目の一部） |

## 交通

### 鉄道路線
- JR宝塚線（福知山線） - 西部を縦断、塚口駅と猪名寺駅が置かれている。
- 阪急神戸本線 - 地区の真ん中を横断、東部には園田駅が置かれている（塚口駅は立花地区にある）。

この他、駅は存在しないものの山陽新幹線が地区内を横切る。

### 道路
- 名神高速道路 - 東南部を横断している。場所によっては隣の豊中市にある豊中インターチェンジが最寄りとなる地域もある。
- 兵庫県道41号大阪伊丹線 - 中央を縦断している。
- 兵庫県道13号尼崎池田線（通称「産業道路」） - 西部を縦断している。
- 兵庫県道606号西宮豊中線 - 南部を横断し、東部から大阪府豊中市内へ向う（旧大阪内環状線につながる）。
- 兵庫県道190号塚口停車場線
- その他、2017年5月現在、都市計画道路園田西武庫線を建設中。2023年度の供用を目指している[2]。

### バス
- 阪神バス尼崎市内線（旧尼崎市バス、11番は尼崎交通事業振興と共同運行、その他路線も同社に運行委託）
  - 11番・12番・21番・21-2番・22番・22-2番・23番・24番・58番が阪急園田・阪急塚口を拠点に市内各地を結ぶ。園田支所には21番・21-2番・22番・22-2番が発着する。
- 阪急バス
  - 伊丹営業所担当の尼崎線（56番・57番）が、産業道路を南北に貫いており、阪神尼崎から阪急塚口、川西などを結ぶ。
  - 大阪営業所担当の阪北線11番が阪急園田から梅田へ、吹田営業所担当の吹田線24番が江坂駅を経てJR吹田への路線を運行。ただし、尼崎市内では阪急園田を出ると豊中市境の利倉西まで無停車となる。途中、豊中市の日出町までは2路線が並走する。
  - 過去には大阪市の梅田・加島駅から阪急塚口・阪急伊丹方面の路線や、阪急園田から山陽新幹線高架下を経てJR猪名寺、阪急伊丹方面の路線なども運行していたほか、阪神バス尼崎市内線の58番は阪急バスも共同運行していた。
  - このほか、園田競馬場送迎バスの運行も行っている。

## 史跡・文化財
- 田能遺跡
- 伊佐具神社
- 猪名寺廃寺跡
- 法園寺 (尼崎市猪名寺)
- 西明寺 - 食満六丁目にある浄土宗の寺院。山号は金剛山無量院。神崎五人遊女に関する旧記および円光大師（法然）船中御自作の木像と伝えられるものがある[3]。
- 岡院の石棺[4]
- 御園古墳石棺[5]

## 文化施設・公園
- 園田公民館（園田体育館併設）
- 園田地区会館
- 猪名川自然公園
- 都市緑化植物園
- 農業公園
- 佐璞丘公園
- 園田競馬場